# Desmopterella
Desmopterella is een geslacht van rechtvleugeligen uit de familie Pyrgomorphidae. De wetenschappelijke naam van dit geslacht is voor het eerst geldig gepubliceerd in 1941 door Ramme.

## Soorten
Het geslacht Desmopterella omvat de volgende soorten:
- Desmopterella angustata Ramme, 1941
- Desmopterella biroi Bolívar, 1905
- Desmopterella buergersi Ramme, 1941
- Desmopterella cercata Ramme, 1941
- Desmopterella circe Kevan, 1970
- Desmopterella curvata Kevan, 1970
- Desmopterella curvicercis Ramme, 1941
- Desmopterella dahli Ramme, 1941
- Desmopterella denticulata Ramme, 1941
- Desmopterella esme Kevan, 1970
- Desmopterella explicata Karsch, 1888
- Desmopterella haani Bolívar, 1898
- Desmopterella keyensis Kevan, 1970
- Desmopterella marginata Bolívar, 1898
- Desmopterella prasina Bolívar, 1905
- Desmopterella sundaica Rehn, 1909
- Desmopterella sylvatica Montrouzier, 1855
- Desmopterella willemsei Kevan, 1970